# Spectravideo SV-328
Lo Spectravideo SV-328 o Spectravideo 328, a volte anche SVI-328, è un home computer a 8 bit prodotto da Spectravideo nel 1983 come modello orientato al settore business della sua gamma di elaboratori. Si basa sulla CPU Zilog Z80A ed è dotato di 80 kB di RAM (64 kB disponibili per i programmi e i rimanenti 16 KB riservati per la memoria video). Il resto della macchina è identico al modello Spectravideo SV-318 da cui si differenzia per il case, per la presenza di una tastiera di tipo classico dotata di tastierino numerico e per l'assenza del joystick integrato.
L'SV-328 aveva specifiche simili a quelle dello standard MSX ma, a differenza del modello Spectravideo SVI-728, non era con esso totalmente compatibile.

## Specifiche tecniche
- CPU: Zilog Z80A a 3,6 MHz[3]
- ROM: 32 KB
  - BIOS (16 KB)
  - MSX BASIC (16 KB)
- RAM: 64 KB
- Chip grafico: Texas Instruments TMS9918
  - VRAM: 16 KB
  - Modo testo: 40×24 e 32×24
  - Risoluzione: 256×192 a 16 colori
  - Sprite: 32 ad 1 colore, mass. 4 per linea orizzontale
- Chip suono: General Instrument AY-3-8910 (PSG)